# 2. Eishockey-Bundesliga 2008/09
Die Saison 2008/09 war die elfte Spielzeit seit Bestehen der neuen 2. Eishockey-Bundesliga und begann im September 2008 mit 13 Vereinen. Sie wird von der Eishockeyspielbetriebsgesellschaft organisiert. Neu in der Liga waren die Aufsteiger Dresdner Eislöwen, Tölzer Löwen und Wölfe Freiburg. Die Kassel Huskies waren in die Deutsche Eishockey Liga auf-, der EV Landsberg in die Oberliga abgestiegen. Die Eisbären Regensburg und die Moskitos Essen erhielten nach Insolvenzantrag keine Lizenz mehr.
Durch die Eröffnung des Insolvenzverfahrens im Frühjahr 2009 standen die Tölzer Löwen als Absteiger fest, eine Abstiegsrunde wurde nicht mehr ausgespielt. Der Zweitligameister Bietigheim Steelers hatte nach dem Rückzug der Füchse Duisburg aus der Deutschen Eishockey Liga die Möglichkeit zum Aufstieg, verzichtete jedoch auf Teilnahme zum Lizenzierungsverfahren für die DEL-Saison 2009/10.

## Voraussetzungen

### Teilnehmer
| - Bietigheim Steelers - Dresdner Eislöwen - Eispiraten Crimmitschau - Fischtown Pinguins - Heilbronner Falken - Landshut Cannibals - Lausitzer Füchse | - EHC München - SC Riessersee - SERC Wild Wings - Tölzer Löwen - Ravensburg Towerstars - Wölfe Freiburg |

### Modus
Die Liga spielt mit 13 Mannschaften eine Doppelrunde aus (48 Spiele pro Verein). Wie in der DEL wird ab 2008/09 mit Pre-Playoffs gespielt, das heißt, die ersten sechs Mannschaften der Doppelrunde qualifizieren sich direkt für die Play-offs, die Vereine auf den Plätzen 7–10 spielen im Best-of-three-Modus zwei weitere Play-off-Teilnehmer aus. Die Mannschaften auf den Plätzen 11–13 sollten bis Februar 2009 in einer Doppelrunde einen Absteiger ausspielen, welche aber aufgrund des Insolvenzantrags für Tölzer Löwen am 28. Februar 2009 abgesagt wurde.
Ähnlich der NHL und der DEL treten in der Verlängerung einer Partie beide Mannschaften nur noch mit maximal 4 Feldspielern an. Im letztmöglichen Pre-Play-off- bzw. Play-off-Spiel einer Serie wird das Spiel solange verlängert, bis ein Treffer gefallen ist.

### Spielerlizenzen
Es dürfen maximal 15 Feldspieler mit deutscher Spielerlizenz und geboren vor dem 1. Januar 1985 oder ohne deutsche Spielerlizenz pro Spiel auf dem Spielberichtsbogen aufgeführt werden (Ü23-Regelung). Es dürfen maximal 6 Spieler ohne deutsche Spielerlizenz auf dem Spielberichtsbogen aufgeführt werden, aber es können bis Transferschluss (31. Januar 2009) eine unbegrenzte Anzahl von Spielern ohne deutsche Spielerlizenz verpflichtet werden. Für Spieler, die spielberechtigt für eine Auswahl des DEB sind und ab dem 1. Januar 1985 geboren sind, kann eine einmalige, nicht änderbare Förderlizenzvereinbarung zwischen einer Mannschaft der Oberliga und der 2. Bundesliga abgeschlossen werden (ESBG-Förderlizenz). Für Spieler, die spielberechtigt für eine Auswahl des DEB sind und ab dem 1. Januar 1983 geboren sind, kann eine Förderlizenzvereinbarung zwischen einer Mannschaft der DEL und der 2. Bundesliga abgeschlossen werden (DEL-Förderlizenz).

### Spezielle Regeln
- In den Play-off-, den Pre-Play-off- und den Spielen der Abstiegsrunde wird eine notwendige Verlängerung mit 20 Minuten Spielzeit anstelle von normalerweise 5 Minuten ausgespielt.
- Nach dem Ende der Vorrunde werden die gegen einen Spieler ausgesprochenen 10-Minuten-Strafen gelöscht, dafür werden danach Spieler, die in unterschiedlichen Spielen jeweils eine 10-Minuten-Disziplinarstrafe bekommen haben, schon nach der zweiten statt normalerweise nach der dritten automatisch für das nächste Spiel gesperrt.
- Hat ein DEL-Förderlizenzspieler weniger als 10 Spiele für die jeweilige Mannschaft der ESBG nach der Vorrunde absolviert oder wird der Spieler nach der Vorrunde in einem Spiel der DEL eingesetzt, erlischt die Spielberechtigung für eine Mannschaft in der 2. Bundesliga oder in der Oberliga.
- Hat ein ESBG-Förderlizenzspieler bei der lizenznehmenden Mannschaft weniger als 10 Spiele nach der Vorrunde absolviert, erlischt die Spielberechtigung für die lizenznehmenden Mannschaft.
- Ein ESBG-Förderlizenzspieler kann nach der Vorrunde nur noch entweder bei der förderlizenzgebenden oder bei der förderlizenznehmenden Mannschaft eingesetzt werden.
- Jede Mannschaft der 2. Bundesliga muss Nachweise erbringen, dass beim Kooperationspartner im Nachwuchs zwischen September 2008 und März 2009 mindestens 3× 60 Minuten-Eistraining für die Mannschaften in der Altersklasse Kleinstschüler (U9), Kleinschüler (U11), Knaben (U13), Schüler (U15), Jugend (U17) beziehungsweise DNL zur Verfügung stehen und dass beim Kooperationspartner mindestens 5 Trainer (davon mindestens 1 mit B-Lizenz und 4 mit C-Lizenz) beschäftigt werden.

### Ausstrahlung im Fernsehen
Das DSF zeigte ein Magazin zur 2. Bundesliga in der Regel samstags um 21:30 Uhr. Es werden bis zu vier Freitagsspiele zusammengefasst und Hintergrundberichte ausgestrahlt.

## Vorrunde
Für einen Sieg nach der regulären Spielzeit wurden einer Mannschaft drei Punkte gutgeschrieben, war die Partie nach 60 Minuten unentschieden, erhielten beide Teams einen Punkt, dem Sieger der fünfminütigen Verlängerung beziehungsweise nach einem nötigen Penaltyschießen wurde ein Zusatzpunkt gutgeschrieben. Verlor eine Mannschaft in der regulären Spielzeit, erhielt diese keine Punkte.
|     | Klub                    | Sp | S  | OTS | SOS | OTN | SON | N  | Tore    | Diff. | Punkte |
| --- | ----------------------- | -- | -- | --- | --- | --- | --- | -- | ------- | ----- | ------ |
| 1.  | Bietigheim Steelers     | 48 | 32 | 1   | 3   | 1   | 1   | 10 | 177:097 | +80   | 106    |
| 2.  | Tölzer Löwen (N)        | 48 | 25 | 3   | 5   | 1   | 4   | 10 | 160:114 | +46   | 96     |
| 3.  | EHC München             | 48 | 26 | 3   | 3   | 2   | 2   | 12 | 176:120 | +56   | 94     |
| 4.  | Heilbronner Falken      | 48 | 22 | 1   | 2   | 3   | 1   | 19 | 126:117 | +9    | 76     |
| 5.  | Ravensburg Towerstars   | 48 | 22 | 1   | 2   | 0   | 4   | 19 | 162:140 | +22   | 76     |
| 6.  | Landshut Cannibals      | 48 | 20 | 1   | 3   | 0   | 4   | 20 | 137:150 | −13   | 72     |
| 7.  | Lausitzer Füchse        | 48 | 19 | 3   | 2   | 1   | 3   | 20 | 133:151 | −18   | 71     |
| 8.  | Wölfe Freiburg (N)      | 48 | 19 | 3   | 1   | 2   | 2   | 21 | 165:178 | −13   | 69     |
| 9.  | Schwenninger Wild Wings | 48 | 16 | 4   | 3   | 3   | 2   | 20 | 166:161 | +5    | 67     |
| 10. | Fischtown Pinguins      | 48 | 19 | 0   | 2   | 3   | 0   | 24 | 144:157 | −13   | 64     |
| 11. | SC Riessersee           | 48 | 16 | 2   | 3   | 3   | 3   | 21 | 155:172 | −17   | 64     |
| 12. | Dresdner Eislöwen (N)   | 48 | 10 | 0   | 3   | 2   | 8   | 25 | 130:183 | −63   | 46     |
| 13. | Eispiraten Crimmitschau | 48 | 8  | 0   | 4   | 1   | 2   | 33 | 117:208 | −91   | 35     |

Abkürzungen: Sp = Spiele, S = Siege, OTS = Siege nach Verlängerung, SOS = Siege nach Penaltyschießen, OTN = Niederlagen nach Verlängerung, SON = Niederlagen nach Penaltyschießen, N = Niederlagen, (N) = Neuling

Erläuterungen: direkte Qualifikation für die Play-offs, Play-off-Qualifikationsrunde, Saison beendet, Insolvenzantrag nach der Vorrunde, daher Zwangsabstieg

## Play-offs

### Qualifikation
In den Pre-Play-offs trafen der Achte auf den Elften und der Neunte auf den Zehnten der Vorrunde. Es wurde im Modus „Best of Three“ gespielt, wobei bereits nach zwei Spieltagen am 10. und 13. März 2009 das Viertelfinale komplettiert wurde.
| Begegnungen             | Begegnungen | Begegnungen        | Serie | 1        | 2   | 3 |
| ----------------------- | ----------- | ------------------ | ----- | -------- | --- | - |
| Wölfe Freiburg          | –           | SC Riessersee      | 0:2   | 4:5 n.V. | 1:6 | – |
| Schwenninger Wild Wings | –           | Fischtown Pinguins | 0:2   | 3:4      | 1:4 | – |

### Play-off-Baum
|  | Viertelfinale | Viertelfinale       | Viertelfinale         |    |                       | Halbfinale | Halbfinale | Halbfinale |  |  | Finale | Finale | Finale |
|  |               |                     |                       |    |                       |            |            |            |  |  |        |        |        |
|  | 1.            | Bietigheim Steelers | 4                     |    |                       |            |            |            |  |  |        |        |        |
|  | 11.           | SC Riessersee       | 0                     |    |                       |            |            |            |  |  |        |        |        |
|  | 11.           | SC Riessersee       | 0                     | 1. | Bietigheim Steelers   | 4          |            |            |  |  |        |        |        |
|  |               |                     |                       | 1. | Bietigheim Steelers   | 4          |            |            |  |  |        |        |        |
|  |               | 7.                  | Lausitzer Füchse      | 0  |                       |            |            |            |  |  |        |        |        |
|  | 4.            | 7.                  | Lausitzer Füchse      | 0  | Heilbronner Falken    | 2          |            |            |  |  |        |        |        |
|  | 4.            |                     |                       |    | Heilbronner Falken    | 2          |            |            |  |  |        |        |        |
|  | 7.            | Lausitzer Füchse    | 4                     |    |                       |            |            |            |  |  |        |        |        |
|  | 7.            | Lausitzer Füchse    | 4                     | 1. | Bietigheim Steelers   | 3          |            |            |  |  |        |        |        |
|  |               |                     |                       |    | Bietigheim Steelers   | 3          |            |            |  |  |        |        |        |
|  |               | 3.                  | EHC München           | 1  |                       |            |            |            |  |  |        |        |        |
|  | 3.            | 3.                  | EHC München           | 1  | EHC München           | 4          |            |            |  |  |        |        |        |
|  | 3.            |                     |                       |    | EHC München           | 4          |            |            |  |  |        |        |        |
|  | 10.           | Fischtown Pinguins  | 0                     |    |                       |            |            |            |  |  |        |        |        |
|  | 10.           | Fischtown Pinguins  | 0                     | 3. | EHC München           | 4          |            |            |  |  |        |        |        |
|  |               |                     |                       | 3. | EHC München           | 4          |            |            |  |  |        |        |        |
|  |               | 5.                  | Ravensburg Towerstars | 1  |                       |            |            |            |  |  |        |        |        |
|  | 5.            | 5.                  | Ravensburg Towerstars | 1  | Ravensburg Towerstars | 4          |            |            |  |  |        |        |        |
|  | 5.            |                     |                       |    | Ravensburg Towerstars | 4          |            |            |  |  |        |        |        |
|  | 6.            | Landshut Cannibals  | 2                     |    |                       |            |            |            |  |  |        |        |        |

### Viertelfinale
Im Viertelfinale kam es zu folgenden Begegnungen, die im Modus „Best of Seven“ ausgespielt wurden. Die Partien fanden am 17. März, 20. März, 22. März, 24. März, 27. März und 29. März statt. Der Erstplatzierte der Hauptrunde, die Bietigheim Steelers, trat gegen den nach der Hauptrunde schlechtplatziertesten Pre-Play-off-Sieger an. Der verbliebene zweitbestplatzierte EHC München traf auf den nach der Hauptrunde besserplatzierten Pre-Play-off-Sieger.
| Begegnungen           | Begegnungen | Begegnungen        | Serie | 1        | 2   | 3   | 4        | 5   | 6        | 7 |
| --------------------- | ----------- | ------------------ | ----- | -------- | --- | --- | -------- | --- | -------- | - |
| Bietigheim Steelers   | -           | SC Riessersee      | 4:0   | 6:2      | 4:1 | 3:0 | 2:1 n.P. | –   | –        | – |
| EHC München           | -           | Fischtown Pinguins | 4:0   | 5:2      | 7:4 | 4:0 | 3:1      | –   | –        | – |
| Ravensburg Towerstars | -           | Landshut Cannibals | 4:2   | 3:4      | 3:1 | 1:2 | 3:2 n.V. | 4:3 | 3:2 n.V. | – |
| Heilbronner Falken    | -           | Lausitzer Füchse   | 2:4   | 3:4 n.V. | 1:4 | 4:2 | 5:2      | 2:4 | 3:4 n.V. | – |

### Halbfinale
Das Halbfinale wurde ebenfalls im Modus „Best of Seven“ durchgeführt. Die Begegnungen fanden am 3., 5., 7., 9. und am 11. April 2009 statt. Am 5. Spieltag der Halbfinalserie wurde das Finale vorzeitig komplettiert.
| Begegnungen         | Begegnungen | Begegnungen           | Serie | 1   | 2        | 3        | 4   | 5   | 6 | 7 |
| ------------------- | ----------- | --------------------- | ----- | --- | -------- | -------- | --- | --- | - | - |
| Bietigheim Steelers | -           | Lausitzer Füchse      | 4:0   | 3:0 | 4:2      | 4:1      | 5:2 | –   | – | – |
| EHC München         | -           | Ravensburg Towerstars | 4:1   | 5:0 | 2:3 n.P. | 2:1 n.V. | 3:1 | 4:2 | – | – |

### Finale
Das Finale wurde im Modus „Best of Five“ zwischen den beiden Vorrundenbesten, den Bietigheim Steelers und dem EHC München, ausgetragen. Die Finalrunde gewann Bietigheim mit 3:1 Spielen. Diese fanden am 17., 19., 21. und 24. April 2009 statt.
| Begegnung           | Begegnung | Begegnung   | Serie | 1   | 2        | 3   | 4   | 5 |
| ------------------- | --------- | ----------- | ----- | --- | -------- | --- | --- | - |
| Bietigheim Steelers | -         | EHC München | 3:1   | 3:2 | 1:2 n.P. | 3:2 | 5:2 | – |

## Abstiegsrunde
Zunächst war geplant, eine Abstiegsrunde zu spielen. Demnach sollten die Mannschaften der Platzierungen 11 bis 13 der Vorrunde zwischen dem 13. März und dem 19. April 2009 in einer Doppelrunde einen Absteiger ermitteln. Die Mannschaften auf Platz 1 und Platz 2 der Abstiegsrunde sollten in der 2. Bundesliga verbleiben, der Drittplatzierte der Abstiegsrunde in die Oberliga absteigen.
Die Gesellschafter-Versammlung der 2. Bundesliga am 28. Februar 2009 in München beschloss, dass die Tölzer Löwen nach dem gestellten Insolvenzantrag nach dem Ende der Hauptrunde nicht an den Play-offs teilnehmen. Somit standen die Löwen als wirtschaftlicher Absteiger fest und konnten sich bei positivem Ausgang des Insolvenzverfahrens für die Oberligasaison 2009/10 bewerben.
Die Pre-Play-offs und Play-offs wurden planmäßig ausgespielt, jedoch rückten nach der Hauptrunde alle hinter den Tölzern platzierten Mannschaften um einen Platz auf. Die Abstiegsrunde entfiel und der ETC Crimmitschau sowie die Dresdner Eislöwen sollten wegen der entgangenen Spieleinnahmen zu jeweils gleichen Teilen (je 40000 €) aus der Bürgschaft der Tölzer Löwen entschädigt werden, was mangels Masse nicht geschah.

## Beste Scorer
Die folgende Tabelle enthält die fünf Spieler mit den meisten Punkten – geordnet nach Gesamtpunktzahl.
| Rang | Spieler       | Team               | Spiele     | Tore      | Assists    | Punkte     |
| ---- | ------------- | ------------------ | ---------- | --------- | ---------- | ---------- |
| 1    | Brent Walton  | SC Bietigheim      | 60 (48/12) | 28 (26/2) | 54 (43/11) | 82 (69/13) |
| 2    | Justin Kelly  | SC Bietigheim      | 60 (48/12) | 34 (26/8) | 45 (37/8)  | 79 (63/16) |
| 3    | Radek Křesťan | SERC Wild Wings    | 48 (47/1)  | 30 (30/0) | 43 (43/0)  | 73 (73/0)  |
| 4    | Mike Kompon   | EHC München        | 61 (48/13) | 20 (15/5) | 52 (40/12) | 72 (55/17) |
| 5    | Luigi Calce   | Heilbronner Falken | 54 (48/6)  | 22 (20/2) | 43 (36/7)  | 65 (56/9)  |

Angegeben sind die Tore und Assists der gesamten Saison. In Klammern sind die Hauptrunde / Endrunde separat aufgeführt.

## Zahlen und Fakten
- Geschossene Tore: 2308 (Schnitt pro Spiel: 6,34)
- Geschossene Tore Heimteams: 1268 (Schnitt pro Spiel: 3,48)
- Geschossene Tore Gastteams: 1040 (Schnitt pro Spiel: 2,86)
- Verlängerungen (ohne Penalty): 34
- Penaltyschießen: 42
- Auswärtssiege: 156
- Heimsiege: 208
- Höchster Auswärtssieg: Schwenninger ERC – Moskitos Essen 9:10 n. P. (4:3, 1:5, 4:1) 34. Spieltag (6. Januar 2006)
- Höchster Heimsieg: REV Bremerhaven – Wölfe Freiburg 10:0 (4:0, 4:0, 2:0) 48. Spieltag (21. Februar 2006)

(bis einschließlich zum 52. Spieltag)